# Vukomerići-dombság
A Vukomerići-dombság (horvátul: Vukomeričke gorice más néven „Vrhovlje”, ősi horvát neve „Gora Pomena”) egy északnyugat-délkeleti irányú dombvidék Horvátországban, Zágráb megye és Sziszek-Monoszló megye határán.

## Fekvése
A dombvidék mintegy 25 km hosszúságban az északnyugati Kupinečki Kraljevectől a délkeleten a Kulpamenti Letovanić település feletti Letovanski vrh nevű magaslatig húzódik. Legnagyobb szélességét a középső részen Velika Buna és Cvetnić Brdo között éri el, mintegy 15 km-rel.

## Neve
A dombság nevét egyik településéről, Vukomerićről kapta. Az ősi Gora Pomena eredetét Juraj Ćuk horvát történész kutatta. Ma is a Gora Pomena elnevezést használják a Vukomerići-dombság egyes településein. A név a dombvidék Donji Hruševec település feletti, Cerje Letovanićko település felé húzódó hegyvidéki jellegű masszívumára utal, ahol a Vukomerići-dombság a legmeredekebb és az utolsó farkasokat csak 1953-ban irtották ki.

## Leírása
A dombvidék a földtörténeti harmadkorban keletkezett, amikor a Pannon-tengert északról a Száva-folyó, délről pedig a Kulpa-folyó áramlása összeszorította és ennek következtében a folyók hordalékából nyugat-keleti irányban üledékes kőzetek és homok rakódtak le, szigetek sorozatát képezve. A dombság két párhuzamos dombvonulatból tevődik össze, mely csak alacsony magaslatokból áll. Az északi vonulat kissé magasabb a nyugati Režidovka, a középső részen a Bikovski vrh (Glože, 243 m), a keleti részen pedig a Letovanski vrh (203 m), a déli alsó vonulat pedig a Jurašćak (213 m) nevű magaslattal.
A pannon tábla emelkedésével és Pannon-tenger visszahúzódásával a dombvidék kissé megemelkedett, de csúcsai alacsonyak maradtak (legmagasabb csúcsa a Režidovka is csak 255 méteres tengerszint feletti magasságú), melyeket sűrű bükk, tölgy, gyertyán és köztük tűlevelű fák nőttek be.
A jól megőrzött természeti értékek miatt a dombvidék ma is vonzó turisztikai célpont különösen a közeli városok, Nagygorica, Sziszek, Károlyváros és Zágráb lakói számára.

## Fordítás
Ez a szócikk részben vagy egészben  a   Vukomeričke gorice című horvát Wikipédia-szócikk ezen változatának fordításán alapul.  Az eredeti cikk szerkesztőit annak laptörténete sorolja fel. Ez a jelzés csupán a megfogalmazás eredetét és a szerzői jogokat jelzi, nem szolgál a cikkben szereplő információk forrásmegjelöléseként.